# Сасси
Сасси́ (фр. Sassy) — коммуна во Франции, находится в регионе Нижняя Нормандия. Департамент коммуны — Кальвадос. Входит в состав кантона Морто-Кулибёф. Округ коммуны — Кан.
Код INSEE коммуны — 14669.

## Население
Население коммуны на 2010 год составляло 184 человека.
| 1962 | 1968 | 1975 | 1982 | 1990 | 1999 | 2010 |
| ---- | ---- | ---- | ---- | ---- | ---- | ---- |
| 233  | 248  | 219  | 213  | 194  | 184  | 184  |

## Экономика
В 2010 году среди 104 человек трудоспособного возраста (15—64 лет) 78 были экономически активными, 26 — неактивными (показатель активности — 75,0 %, в 1999 году было 64,0 %). Из 78 активных жителей работали 70 человек (38 мужчин и 32 женщины), безработных было 8 (4 мужчины и 4 женщины). Среди 26 неактивных 9 человек были учениками или студентами, 10 — пенсионерами, 7 были неактивными по другим причинам.